# Exolua

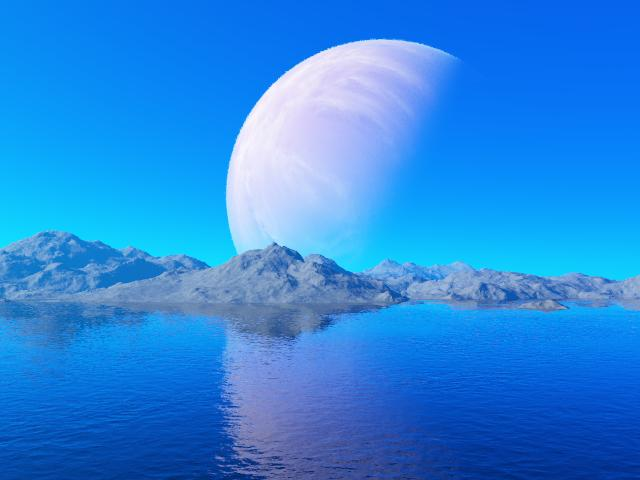
Imagem ilustrativa de uma exolua habitável orbitando HD 28185 b.

Uma exolua, ou lua extrassolar, é um termo que se refere a um satélite natural que orbita um Planeta extrassolar.
A esmagadora maioria dos planetas extrassolares encontrados são gigantes gasosos semelhantes a Júpiter. Espera-se com isso que os satélites extrassolares não sejam raros baseando-se nas observações feitas no Sistema Solar. Dos exoplanetas encontrados na zona habitável de suas estrelas, mais ou menos 50 são gigantes gasosos cujas esperanças se baseia na possível superfície sólida de suas luas.
Observações em 28 e 29 de outubro de 2017, da estrela Kepler 1625 conhecida por ter um planeta do tamanho de Júpiter orbitando a cada 287 dias, revelou à suposta lua Kepler 1625b i, ou "Neptmoon".